# Aepypodius bruijnii
Aepypodius bruijnii là một loài Megapodiidae lớn (dài chừng 43 cm). Chúng có thân màu nâu-đen, da mặt trụi lông màu đỏ, mào đỏ, phao câu màu hạt dẻ, mặt dưới thân nâu hạt đẻ. Cả con trống và mái tương tự nhau. Con mái có mào nhỏ hơn và thiếu yếm thịt.
Đây là loài đặc hữu của đảo Waigeo thuộc Tây Papua của Indonesia.
Tên loài được đặt để vinh danh thương buôn Hà Lan Anton August Bruijn.
Loài này bị đe doạ bởi sự săn bắn, mất môi trường sống, kích thước quần thể bé và phạm vi phân bố nhỏ. Nó từng được IUCN xếp là loài dễ thương tổn. Nhưng nghiên cứu cho thấy nó hiếm hơn người ta nghĩ. Bởi vậy, nó được xếp lại thành loài nguy cấp năm 2008.